# Festa dels Folls
La festa dels bojos era una festivitat plena de sacrilegis i impietats que els clergues, diaques i sacerdots celebraven en algunes esglésies, durant l'ofici diví, des de les festes de nadal fins a la de reis i principalment el dia primer de l'any, i per això es deia també la festa de les calendes, originades en les festes romanes saturnals i calendes.